# Ichthyapus acuticeps
Ichthyapus acuticeps är en fiskart som först beskrevs av Barnard 1923.  Ichthyapus acuticeps ingår i släktet Ichthyapus och familjen Ophichthidae. Inga underarter finns listade i Catalogue of Life.